# Xinmi
Xinmi is een stad in de prefectuur Zhengzhou in de provincie Henan van de Volksrepubliek China. In 2020 had de stad bij de volkstelling 529.272 inwoners.